# Giovanni Visconti-Venosta

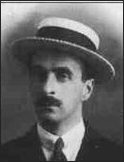
Giovanni Visconti-Venosta

Giovanni Visconti-Venosta (auch: Gino, * 4. September 1831 in Mailand; † 1. Oktober 1906, ebenda) war ein italienischer Politiker, Autor und ein Verfechter der italienischen Einigung (Risorgimento).

## Name
Der Name Giovanni Visconti-Venosta stammt von zwei adligen Familie (den Visconti und den Venosta). Die Venosta stammen ursprünglich aus der Region um Grosio im Veltlin, die Visconti aus der Region um Mailand. Der Großvater von Giovanni, Nicola (1752–1828), war nach Tirano umgezogen, und der Vater, Francesco (1798–1846), 1823 nach Mailand.
Zur Herkunft des Namens siehe auch: Venosten und Val Venosta.

## Leben
Francesco Visconti-Venosta heiratete in Mailand Paola Borgazzi († 1864). Aus der Ehe entstammen drei Söhne: Nicolo, Emilio und Giovanni. Der Erstgeborene, Nicolo, verstarb schon im Kindesalter. Emilio Visconti-Venosta wurde 1829 geboren. Beide Brüder sind überwiegend in Mailand aufgewachsen, lebten im Sommer in den Häusern der Familie in Grosio und Tirano. Nach dem Tod des Vaters 1846 wurde die Erziehung der Brüder von Cesare Correnti übernommen. Correnti war ein Befürworter des vereinten Italien und gegen die Herrschaft der Österreicher in Norditalien und er beeinflusste die Brüder diesbezüglich. Die beiden Brüder wurden im Istituto Boselli in Mailand ausgebildet, im Correnti-Haus in Politik. Sowohl Gino als auch Emilio begeisterten sich für die Vereinigung Italiens die u. a. in den Schriften von Giuseppe Mazzini (1805–1872) und Giovanni Berchet (1783–1851) verkörpert wurde.
Giovanni traf zu Beginn der 1850er-Jahre in Mailand auf Laura d'Adda Salvaterra Scaccabarozzi († 1904), die zu dieser Zeit noch verheiratet war. Einige Jahre später, nachdem sie Witwe geworden war, heirateten die beiden. Die Ehe blieb kinderlos.
Am 1. Oktober 1906 starb Giovanni Visconti-Venosta nach kurzer Krankheit in Mailand. Die Beerdigung fand in Mailand statt, sein Leichnam wurde in der Familiengruft von Grosio beigesetzt.

## Politische Tätigkeit

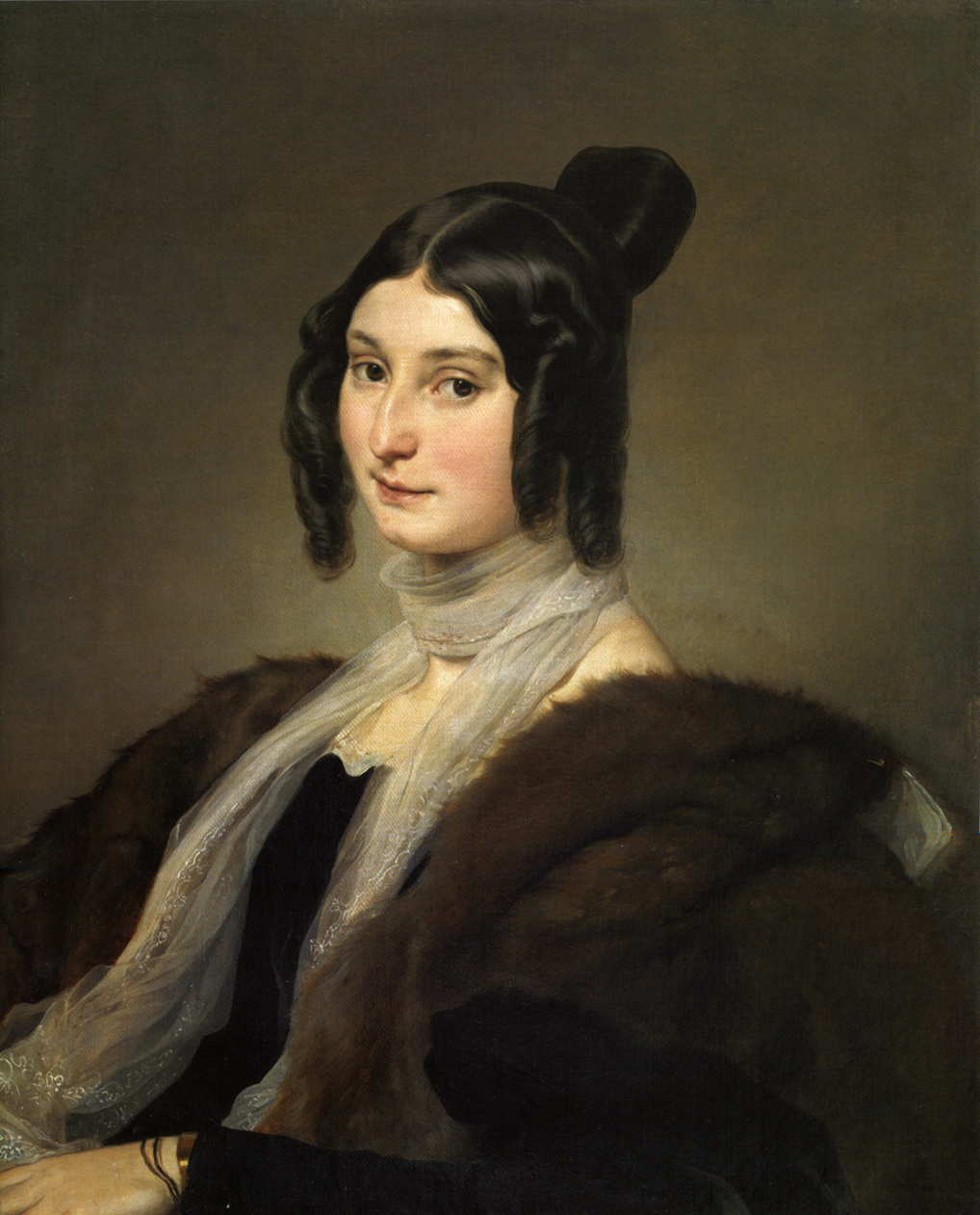
Clara Maffei

Nach dem Scheitern der 1848er-Revolution auch in Italien, an der Emilio bereits aktiv teilnahm (Giovanni war noch zu jung), floh Emilio nach Bergamo, wo er sich der Garibaldi-Miliz anschloss und Giovanni mit dem Rest der Familie nach Bellinzona. Im Sommer 1848 besuchte Giovanni oft seinen in Lugano stationierten Bruder und sah Mazzini mehrmals. Im Oktober 1848 kehrte die Familie mit Giovanni nach Mailand zurück. Die Stadt war von kroatischen Soldaten unter österreichischer Führung besetzt. Auch in Tirano war die Situation ähnlich. Im Winter 1848 kehrte Giovanni nach Mailand zurück und begann im Widerstand gegen die österreichische Herrschaft in der Lombardei mitzuwirken (siehe z. B. Italienische Unabhängigkeitskriege und  Revolution von 1848/1849 im Kaisertum Österreich – Italien).
Er besuchte die Universität von Pavia und ab 1850 den Salon von Clara Maffei (1814–1886) fast täglich. Durch die Diskussionen im Salon wurde auch Giovanni für eine monarchistische Zukunft eines vereinten Italiens eingenommen. Im Salon lernte Giovanni auch Alessandro Manzoni kennen. Giovanni besuchte auch das Haus von Carmelita Fé Manara (die Witwe von Luciano Manara), in der mit Marionetten Comic-Parodien präsentiert wurden. Hier wurde Giovanni animiert, selbst Parodien zu komponieren. Die bekannteste seiner Parodien war La partenza del Crociato (dt. in etwa: Die Abfahrt des Kreuzfahrers), die 1856 in Tirano verfasst wurde. In den 1850er Jahren reisten die Brüder Visconti-Venosta viel und gemeinsam in ganz Italien und auch nach Paris.
Nach der Beerdigung von Emilio Dandolo gerieten die Brüder Visconti-Venosta 1859 in Verdacht der Behörden und suchten Zuflucht im Piemont. Als die beiden Brüder in Turin waren, nahm Giovanni Kontakt zu Cesare Correnti auf, der bereits seit einiger Zeit im Exil hier lebte. Er traf auch auf Giuseppe Garibaldi und Camillo Benso von Cavour, die ihn zum Mitglied einer Konsultativkommission für die Lombardei ernannten. Kurz nach der Ankunft der Brüder Visconti-Venosta in Turin 1859 brach der Zweite Italienische Unabhängigkeitskrieg aus. Mit dem Ende der österreichischen Herrschaft in der Lombardei als Folge dieses Krieges kehrte Giovanni nach wenigen Monaten Flucht als königlicher Kommissar ins Veltlin zurück, wo er zwischen Cavour und Garibaldi vermittelte. Nach dem Vorfrieden von Villafranca am 11. Juli 1859 verließ Giovanni das Veltlin und ging wieder nach Mailand.
1865 wurde Giovanni für eine Periode in das neue italienische Parlament gewählt, um den Wahlbezirk von Mailand zu repräsentieren. In weiterer Folge hatte er eine Reihe von einflussreichen Positionen in der öffentlichen Verwaltung inne und war einer der Mitbegründer der Tageszeitung La Perseveranza.

## Veröffentlichungen
Giovanni Visconti-Venosta war auch als Autor bekannt. Er veröffentlichte verschiedene Publikationen in Il Crepuscolo und La Perseveranza seit 1859. Weitere Veröffentlichungen sind z. B.:
- Novelle, Florenz 1871,
- Ricordi di gioventù, Mailand 1904 (unter maßgeblicher Mitwirkung seiner 1904 verstorbenen Frau entstanden),
- Nuovi racconti, Mailand 1897,
- Lo scartafaccio dell'amico Michele, Mailand 1899